# 古旧十架
《古旧十架》（英語：The Old Rugged Cross），又名《十架永存歌》。词曲作者为乔治·本纳德（George Bennard，1873-1958）。
作者乔治·本纳德出生于美国俄亥俄州扬斯敦并在爱荷华州长大。他和妻子曾加入救世军，随后转而加入了循道宗。1912年秋，在密歇根州的阿尔比恩，乔治·本纳德以循道宗传道者的身份撰写了《古旧十架》的第一段。全诗于1912年12月29日至1913年1月12日威斯康星州斯特金湾完成。